# 조제 에두아르두 카르도주

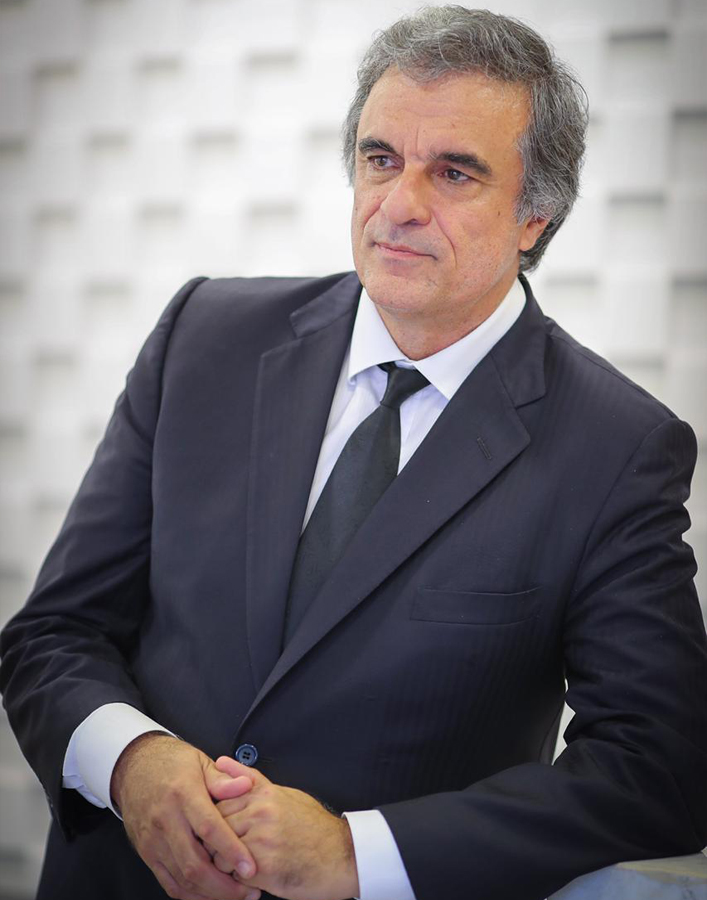
조제 에두아르두 카르도주

조제 에두아르두 카르도주(포르투갈어: José Eduardo Cardozo, 1959년 4월 18일 ~ )는 브라질의 변호사이자 정치인이다. 2011년 1월부터 법무장관을 역임하고 있다.